# 窄叶青荚叶
窄叶青荚叶（学名：Helwingia chinensis var. stenophylla）为山茱萸科青荚叶属下的一个变种。

## 扩展阅读
- 維基物種上的相關：窄叶青荚叶